# 빙 모바일
빙 모바일(Bing Mobile, 이전 명칭: Live Search Mobile)은 마이크로소프트의 빙 검색 엔진의 일부로, 휴대용 모바일 장치를 위한 검색 도구이다. 모바일 장치 디스플레이에 최적화되어 있다. 빙 모바일은 윈도우 모바일 및 윈도우 폰에 독점 소프트웨어로 내장되어 있으며, 윈도우 폰 7 및 윈도우 폰 8 장치의 검색 키를 통해 접근할 수 있다. 윈도우 폰 8.1에서도 사용할 수 있으며 (사용 가능한 경우 마이크로소프트 코타나와 통합됨), 안드로이드를 포함한 다른 플랫폼에서도 다운로드할 수 있다.

## 윈도우 폰
윈도우 폰 출시와 함께, 새로운 운영체제에는 상황별 웹 검색과 빙 맵스 내비게이션을 위한 중앙 허브인 빙 허브가 포함되었다. 이는 사용자에게 실시간 교통 정보, 스트리트 뷰 사진, 3D 그래픽 및 길안내와 같은 추가 기능을 제공했다. 윈도우 폰 하드웨어를 더욱 통일하기 위해 마이크로소프트는 모든 윈도우 폰에 빙 모바일을 여는 전용 "검색 버튼"을 탑재하도록 요구했다.
윈도우 폰의 첫 번째 주요 업데이트인 윈도우 폰 7.5에서 마이크로소프트는 빙 허브에 몇 가지 새로운 기능을 추가했는데, 여기에는 사용자가 QR 코드, 책, 가격표 및 다양한 다른 항목을 스캔할 수 있는 새로운 빙 비전(Bing Vision) 애플리케이션이 포함되었다. 하지만 구글 고글스와 달리 기능이 제한적이어서 어떤 물체도 스캔할 수 없었다. 빙 비전에는 텍스트를 스캔하여 휴대폰 언어로 번역할 수 있는 내장형 마이크로소프트 번역기가 함께 제공된다. 엔가젯은 책 뒷면 커버를 스캔하는 테스트를 진행했는데, 텍스트가 발견된 후 요약에서 약 90%의 단어만 인식했다. 빙 비전의 번역 기능은 26개 언어를 지원한다. 빙 맵스도 빙 로컬 스카우트(Bing Local Scout)와 같은 새로운 기능을 받았는데, 이는 사용자 위치 주변의 사업체를 찾아 지역 식당, 바, 쇼핑 센터 목록을 제공한다. 빙 허브는 빙 로컬 스카우트를 열 수도 있으며, 윈도우 폰 7.5에서 빙 오디오라는 새로운 기능이 추가되었다. 이는 샤잠과 유사한 서비스로, 노래를 인식하고 준 마켓플레이스(Zune Marketplace)에서 앨범을 보여줄 수 있다. 빙 허브와 웹사이트 간의 주목할 만한 차이점은 빙 트래블의 부재이다.
윈도우 폰 8 출시와 함께 마이크로소프트는 빙 허브에 주요 업데이트를 포함하지 않았지만, 나중에 새로운 빙 스위트 애플리케이션을 포함했다. 빙 뉴스(Bing News)는 헤드라인과 속보 동영상을 제공하고 사용자가 특정 스토리 카테고리, 주제 또는 뉴스 출처를 추적할 수 있도록 하는 맞춤형 뉴스 애그리게이터이다. 빙 스포츠(Bing Sports)는 최근 점수, 주요 스포츠 헤드라인, 비디오, 사진, 일정, 순위, 통계 등 8개 카테고리의 스포츠 헤드라인과 게임을 보여준다. 빙 날씨(Bing Weather)는 최신 날씨 상태, 온도, 강수량 및 바람 정보를 제공한다. 그리고 빙 금융(Bing Finance)은 금융 뉴스, 시장 정보, 통화 환율, 주식 옵션 업데이트 및 미국 시장을 위한 맞춤형 대화형 차트를 제공한다. 이후 마이크로소프트는 빙 여행, 빙 음식 & 음료, 빙 건강 & 피트니스 애플리케이션을 출시했으며, 이는 원래의 모바일 앱 스위트와 함께 2014년에 모두 MSN 브랜드로 리브랜딩되었다.
윈도우 폰 8.1에서 마이크로소프트는 일부 시장에 코타나를 도입했다. 코타나는 빙 허브의 마이크로소프트 텔미 음성 기능을 기반으로 구축된 지능형 개인 비서이다. 코타나는 알람 설정, 미리 알림, 사용자의 일상 습관 및 자주 방문하는 장소에 기반한 제안, 날씨 알림, 사용자의 개인 관심사에 대한 최신 헤드라인 및 뉴스 표시, 사용자의 내부 서클 연락처에 대한 예외를 설정할 수 있는 "방해 금지" 기능인 조용한 시간(Quiet hours), 스포츠 이벤트 예측 및 농담하기와 같은 일련의 명령에 응답한다. 코타나를 활성화한 사용자의 경우 빙 오디오/빙 뮤직은 코타나 허브에 내장되어 있지만, 빙 비전은 마이크로소프트 카메라에서 렌즈를 선택해야만 접근할 수 있다. 코타나에 대한 일반적인 비판은 다른 디지털 비서만큼 질문을 잘 이해하거나 응답하지 못하며, 질문을 이해하지 못할 경우 빙 검색 결과를 열어버린다는 점이다. Lumia Denim 업데이트가 적용된 마이크로소프트 루미아 장치에만 제공되는 "헤이 코타나" 기능은 윈도우 폰이 대기 모드일 때 음성 활성화를 통해 코타나를 열 수 있도록 한다.

## 기능

### 빙 모바일 브라우저 - m.bing.com
모바일 브라우징을 통해 사용자는 WAP 또는 GPRS 연결을 통해 모바일 장치에서 빙에 접속할 수 있다. 인터페이스는 모바일 핸드셋에서 보기에 최적화되어 있다. 사용자는 다음을 할 수 있다.
- 정보 검색
- 뉴스 정보 확인
- 사용자의 지역 내 지역 사업체 찾기
- 지도 및 길안내 받기
- 질문에 대한 답변 얻기
- 영국 및 일본에서 – 사용자 위치를 정확히 찾아내는 "내 위치 찾기" 기능
- 페이스북 또는 X를 통해 콘텐츠 공유

미국에서는 아이폰, 안드로이드, 터치스크린 윈도우 폰과 같은 HTML 지원 모바일 장치에서 자동 위치 감지(지리 위치), 위치 및 시간에 기반한 지역 목록 제안, 목록을 즐겨찾기에 저장하고 친구에게 목록을 보낼 수 있는 기능, 클립 및 예고편이 포함된 영화 목록, 실시간 게임 업데이트가 포함된 스포츠 점수 및 통계와 같은 추가 기능이 제공된다.

### 빙 모바일 애플리케이션
모바일 애플리케이션은 비 윈도우 폰용 Java ME 애플리케이션, 윈도우 폰용 풍부한 닷넷 프레임워크 애플리케이션, 블랙베리 OS, 안드로이드, IOS 및 BREW용 애플리케이션으로 제공된다. 이 앱은 지역 목록, 지도(도로 및 항공 위성), 길 안내 및 교통 상황을 제공한다. 다른 기능은 다음과 같다.
- 예측 텍스트 입력
- 비즈니스 카테고리 찾아보기 및 검색
- 이미지 검색 및 이미지 탐색
- 음성 인식 검색 입력
- 검색 결과에 전화번호 및 주소 포함; 사용자는 즉시 연결을 위해 클릭하여 전화할 수 있음
- SMS를 사용하여 다른 사람에게 검색 결과 전송
- 특정 주소의 지도 찾기
- 목적지까지의 길안내 받기
- GPS 수신기를 사용하여 턴 바이 턴 길안내 받기
- 선택된 도시의 주요 도로 교통 정보 확인
- 일기 예보 확인
- 영화 상영 시간 및 극장 확인
- 윈도우 6.x 폰용 턴 바이 턴 내비게이션.[16]
- 윈도우 폰 7.x 및 이후 장치의 허브.[17]
- 안드로이드의 경우 내장 브라우저 포함
- 빙 리워드
- 빙의 일일 이미지를 기반으로 장치 잠금 화면을 설정하는 기능.

빙 앱은 미국에서 다양한 윈도우 폰, 안드로이드 플랫폼 장치, 모든 블랙베리 장치, 여러 BREW 장치, 아이폰 및 아이팟 터치, 사이드킥 장치에서 사용할 수 있다.
2015년 4월, 마이크로소프트는 구글 안드로이드 및 IOS 버전의 빙 모바일을 재설계하고 여러 새로운 "카드"를 구현했다. 여기에는 빙의 회전 이미지 및 추가 정보를 표시하는 "오늘의 이미지 카드", 그날 가장 인기 있는 검색 항목에 대한 정보를 포함하는 "인기 카드", 사용자의 빙 리워드 포인트를 보여주고 빙의 검색 설정을 위한 중앙 허브 역할을 하는 "Bing Rewards 카드", 사용자가 안전 검색 필터를 변경하고 보고 싶은 콘텐츠와 보지 않을 콘텐츠를 변경할 수 있는 "설정 카드", 그리고 사용자가 마이크로소프트에 피드백을 보낼 수 있는 "푸터 카드"가 포함된다.

## iOS
iOS (아이폰, 아이팟 터치, 아이패드)용 빙 앱에는 다음과 같은 추가 기능이 포함된다.
- 바코드 및 커버 아트 스캔
- 향상된 제품 목록
- 페이스북 및 트위터의 소셜 업데이트
- 소셜 검색 - 웹 결과와 함께 소셜 네트워크의 결과 보기
- 페이스북, 트위터 또는 이메일을 통해 검색 결과 공유
- 날씨 - 지역 및 국제 날씨 정보 얻기
- 트렌딩 - 세상의 어떤 뉴스가 유행하는지 보기[22]
- 이미지 매치 - 이미지를 업로드하고 유사한 이미지 결과 얻기
- 위챗 및 WhatsApp과 같은 다양한 메시징 애플리케이션을 통한 공유 옵션[23]

## Bing 411
미국에서 마이크로소프트는 Bing 411이라는 무료 전화번호(1-800-BING-411 또는 1-800-CALL-411)로 전화번호 안내 서비스를 운영했다. 이 서비스는 개시 메시지를 제외하고 1-800-555-TELL에서 Tellme가 제공하는 음성 검색 서비스와 동일했다. 사용자는 이 서비스를 통해 지역 상점과 레스토랑을 찾고, 길 안내, 교통 보고서, 스포츠 점수, 주가, 뉴스, 날씨 보고서를 얻을 수 있었다. 1-800-BING-411 및 1-800-555-TELL 서비스는 2012년 6월 1일에 중단되었다. 1-800-CALL-411 번호는 몇 달 후에 중단되었다.
1-800-CALL-411은 최근 다시 등장했다. 이 번호는 먼저 전화번호 안내를 위해 9번을 누르라고 안내한다. 이는 AT&T 무선 고객이 *8(이전에는 #121)로 전화하여 일반적으로 접근하는 광고 지원 음성 검색 서비스인 AT&T 무선 "음성 정보" 서비스로 연결되며, 이 서비스는 여전히 Tellme에 의해 구동되는 것으로 보인다.

## 같이 보기
- 마이크로소프트 코타나
- 윈도우 라이브
- 빙 오디오
- 빙 비전
- MSN 모바일